# Флаг Кинешмы
Флаг муниципального образования «Городской округ Ки́нешма» Ивановской области Российской Федерации.
Флаг утверждён утверждён решением Кинешемской городской думы пятого созыва от 20 октября 2010 года и внесён в Государственный геральдический регистр Российской Федерации с присвоением регистрационного номера 6529.

## Описание
Флаг представляет собой «прямоугольное зелёное полотнище с отношением ширины к длине 2:3, с изображением двух белых свёртков полотна из герба городского округа».

## Обоснование символики
Флаг городского округа Кинешма отражает исторические, культурные, социально-экономические, национальные и иные местные традиции.
Флаг разработан с учётом герба городского округа Кинешма, который создан на основе исторического герба уездного города Кинешма, Высочайше утверждённого императрицей Екатериной II 29 марта (9 апреля) 1779 года.
Кинешма один из старых городов, расположенных на берегу Волги, первое письменное упоминание о городе относится к 1429 году. Удобное расположение на берегу основной водной артерии — реки Волги стало залогом развития города как торгового центра. Успешная торговля тканями как особенность местного рынка была в конце XVIII века отражена на флаге города.
Белый цвет (серебро) — символ чистоты, совершенства, мира и взаимопонимания.
Зелёный цвет — символ природы, здоровья, молодости, жизненного роста.

## Герб
Современный герб городского округа Кинешма утверждён решением Кинешемской городской думы пятого созыва от 20 октября 2010 года № 12/98. Герб включает в себя зелёное поле, которое содержит два серебряных свитка сообращённых краями и наклонённых друг к другу. Щит герба обрамляет орденская лента, символизирующая награду города орденом Трудового Красного Знамени в 1977 году. Верхняя часть герба содержит символ — корону с пятью зубцами, указывающий принадлежность города к городскому округу. В основу современного герба положен исторический герб Кинешмы, который был жалован городу императрицей Екатериной II 29 марта 1779 года. Подлинное описание исторического герба гласит: «В 1-й части щита, часть герба Костромского: в голубом поле, корма галерная с тремя фонарями и с опущенными лестницами; во 2-й части, в зелёном поле, два свёртка полотна, в знак, что сей город оными производит торг».
Кинешма играет существенную роль в развитии торговли и промышленности, чему способствует удачное расположение города на берегу Волги. В устьях рек Кинешемки и Казохи находились удобные пристани. Рано в городе получило распространение производство льняных тканей, достигшее больших масштабов и высокого развития; на ярмарках говорили о «кинешемских полотнах». Герб Кинешмы, дарованный ей позднее, изображает два свитка полотна. В верхнем поле исторического герба имелась общая для всех костромских городов галера.